# Euphorbia canariensis
Espèce
Statut CITES
Euphorbia canariensis est une espèce de plantes succulentes subtropicales,  du genre Euphorbia de la famille des Euphorbiaceae. C'est une espèce endémique des îles Canaries dont elle est devenue le symbole. Son aire de répartition va d'altitudes comprises entre 50 m et 1 100 m et elle supporte une température allant jusqu'à −2 °C. Elle est devenue l'un des végétaux symboles de la Grande Canarie (à ne pas confondre avec Euphorbia handiensis présente à Fuerteventura).

## Description
Euphorbia canariensis est un petit arbre de 3 à 4 m de haut semblable à un cactus avec des tiges de section quadrangulaire ou pentagonale. À la base, le tronc est unique puis se ramifie en quelques branches toutes de même épaisseur qui lui donnent l'apparence d'un candélabre. Les feuilles poussent par touffe de trois ou quatre et se transforment en épines jusqu'à 1,5 cm de long. Les fleurs sont rougeâtres et apparaissent d'avril à juillet.
La plante possède un latex abondant contenant un diterpène très toxique.

## Synonymes
- Tithymalus quadrangularis Kigg